# Змотуй вудки
«Змотуй вудки» — кінофільм режисера Олега Степченко, що вийшов на екрани в 2004 році.

## Зміст
Два друга: Ел і Макс, вирішують провести вікенд на рибалці, під час якої, раптом серед незрозумілого шуму на кінці волосіні Ела з'являється кейс, повний доларів. Бос, що втратив мільйон доларів, не може заспокоїтися, і два його охоронця повинні їх знайти протягом 48 годин. У гонитві за грошима бандити опрацьовують різні сценарії, змушуючи Ела і Макса брати участь у всьому цьому кошмарі - спроба пограбування банку, участь в угоді наркодилерів. Але все це поки тільки «квіточки».

## Ролі
| Актор            | Роль |
| ---------------- | ---- |
| Майкл Медсен     | -    |
| Юлія Зінов'єва   | -    |
| Олександр Карпов | -    |
| Олексій Петрухін | -    |
| Дмитро Бурханкін | -    |
| Петро Федоров    | -    |
| Тетяна Васильєва | -    |
| Олексій Жарков   | -    |
| Олександр Семчев | -    |
| Ігор Жижикін     | -    |

## Знімальна група
- Режисер — Олег Степченко
- Сценарист — Олег Степченко
- Продюсер — Костас Хіоніді, Любов Мальцева, Реймонд Дж
- Композитор — Антон Гарсія